# Жаккар, Леон
Леон Жан Жаккар (в некоторых источниках Жакар, фр. Léon Jean Jacquard; 3 ноября 1826, Париж — 27 марта 1886, там же) — французский виолончелист.
Начал заниматься музыкой в Понлевуа под руководством Пьера Луи Ю-Дефоржа, затем окончил Парижскую консерваторию, ученик Луи Норблена. Профессор консерватории с 1877 года; среди его учеников, в частности, Фредерик Шнеклюд. На протяжении многих лет играл в составе струнного квартета под руководством Жюля Арменго; выступал также в ансамбле с Анри Вьётаном, с Антоном Рубинштейном в ходе парижских гастролей последнего, с Шарлем Валантеном Альканом при исполнении его виолончельной сонаты и др. По мнению Гюстава Шуке, «Жаккар в высшей степени классический исполнитель — чистого и благородного стиля, хорошей интонации и большой точности; если в чём и можно его упрекнуть, то в определённой холодности, но вкус его всегда безупречен, и его выступления с камерными сочинениями всегда вызывали интерес у наилучшего круга слушателей».
Жаккару посвящено Аллегро для виолончели и фортепиано Op. 16 Эдуара Лало.